# George Genereux
George Patrick Genereux (1. března 1935 Saskatoon – 10. dubna 1989 Saskatoon) byl kanadský sportovní střelec. Soutěžil v disciplíně trap. 

## Život
Ve třinácti letech vyhrál svoji první soutěž a pak získal třikrát v řadě titul juniorského mistra provincie Saskatchewan. V roce 1951 se stal juniorským mistrem Severní Ameriky. Na mistrovství světa ve sportovní střelbě v roce 1952 získal stříbrnou medaili. Jako sedmnáctiletý středoškolák překvapivě zvítězil v trapu na Letních olympijských hrách 1952 v Helsinkách. Zaznamenal 95 zásahů v prvním kole a 97 ve druhém kole, v celkové klasifikaci o jediný bod porazil Knuta Holmqvista ze Švédska. Bylo to jediné kanadské zlato na této olympiádě a první po druhé světové válce. Genereux byl nejmladším kanadským olympijským vítězem až do roku 2016, kdy ho překonala plavkyně Penny Oleksiaková.
Byla mu udělena Lou Marsh Trophy za rok 1952. Získal ještě jedenáct titulů Amateur Trapshooting Association, avšak na olympiádě už nestartoval a kvůli postupující revmatoidní artritidě předčasně ukončil střeleckou kariéru. V roce 1955 byl uveden do Kanadské síně sportovní slávy a v roce 1986 do Síně slávy trapové střelby. 
Vystudoval medicínu na McGillově univerzitě a pracoval jako radiolog v saskatoonské nemocnici. V jeho rodném městě je po něm pojmenován lesopark George Genereux Urban Regional Park. Jeho synovcem je herec Brendan Fraser.